# Scarabaeus fraterculus
Scarabaeus fraterculus — вид жуків родини пластинчастовусих (Scarabaeidae).

## Поширення
Афротропічний вид. Зустрічається у саванах Ефіопії, Сомалі та Танзанії.